# Voetbalkampioenschap van Mulde 1930/31
In 1930/31 werd het achtste voetbalkampioenschap van Mulde gespeeld, dat georganiseerd werd door de Midden-Duitse voetbalbond. De competitie van Elbe-Elster werd nu ook bij die van Mulde gevoegd. Beide competities bleven langs elkaar bestaan, maar enkel de winnaar van de titelfinale mocht naar de eindronde. De groep waarin voorheen de clubs van Mulde speelden, werd nu groep Altmulde genoemd. 
VfL Bitterfeld werd kampioen en plaatste Midden-Duitse eindronde. De club verloor meteen van 1. Jenaer SV 03. 
SV 1911 Gröditz speelde voorheen in de Gauliga Nordsachsen.

## Gauliga

### Altmulde
| Plaats | Club                        | Wed. | W  | G | V  | Saldo | Ptn.  |
| ------ | --------------------------- | ---- | -- | - | -- | ----- | ----- |
| 1.     | VfL 1911 Bitterfeld         | 18   | 13 | 3 | 2  | 63:26 | 29:7  |
| 2.     | BC Union 1911 Sandersdorf   | 18   | 8  | 5 | 5  | 31:27 | 21:15 |
| 3.     | VfR Piesteritz              | 18   | 7  | 4 | 7  | 56:46 | 18:18 |
| 4.     | VfB Preußen Greppin 1911    | 18   | 8  | 2 | 8  | 49:52 | 18:18 |
| 5.     | Holzweißiger SV             | 18   | 6  | 6 | 6  | 55:52 | 18:18 |
| 6.     | FC Viktoria 1907 Wittenberg | 18   | 6  | 4 | 8  | 34:40 | 16:20 |
| 7.     | VfB Zscherndorf             | 18   | 7  | 2 | 9  | 35:43 | 16:20 |
| 8.     | SpVgg 1907 Wittenberg       | 18   | 5  | 6 | 7  | 35:43 | 16:20 |
| 9.     | SC Wacker Bitterfeld        | 18   | 6  | 3 | 9  | 40:59 | 15:11 |
| 10.    | VfL 1915 Wolfen             | 18   | 5  | 3 | 10 | 29:49 | 13:23 |

|  | Geplaatst voor finale |
|  | Degradatie            |

### Elbe-Elster
| Plaats | Club                        | Wed. | W  | G | V  | Saldo | Ptn.  |
| ------ | --------------------------- | ---- | -- | - | -- | ----- | ----- |
| 1.     | SC Preußen 1909 Biehla      | 16   | 10 | 6 | 0  | 58:23 | 26:6  |
| 2.     | VfB Hohenleipisch 1912      | 15   | 8  | 1 | 6  | 33:36 | 17:13 |
| 3.     | VfB 1907 Herzberg           | 16   | 8  | 1 | 7  | 33:25 | 17:15 |
| 4.     | SC Sportfreunde 1910 Torgau | 16   | 7  | 3 | 6  | 31:29 | 17:15 |
| 5.     | FC Hartenfels 1909 Torgau   | 16   | 7  | 3 | 6  | 34:34 | 17:15 |
| 6.     | SpVgg 08 Bockwitz           | 14   | 6  | 2 | 6  | 35:34 | 14:14 |
| 7.     | BC Dommitzsch               | 16   | 5  | 4 | 7  | 33:44 | 14:18 |
| 8.     | SV 1911 Gröditz             | 15   | 5  | 1 | 9  | 28:33 | 11:19 |
| 9.     | SV Vorwärts Falkenberg      | 16   | 3  | 1 | 12 | 19:46 | 7:25  |

### Finale
Heen
|  |                     |       |                        |  |
|  | VfL 1911 Bitterfeld | 5 – 0 | SC Preußen 1909 Biehla |  |
|  |                     |       |                        |  |

Terug
|  |                        |       |                     |  |
|  | SC Preußen 1909 Biehla | 4 – 6 | VfL 1911 Bitterfeld |  |
|  |                        |       |                     |  |